# Landschaftsschutzgebiet Upstalsboom und Umgebung

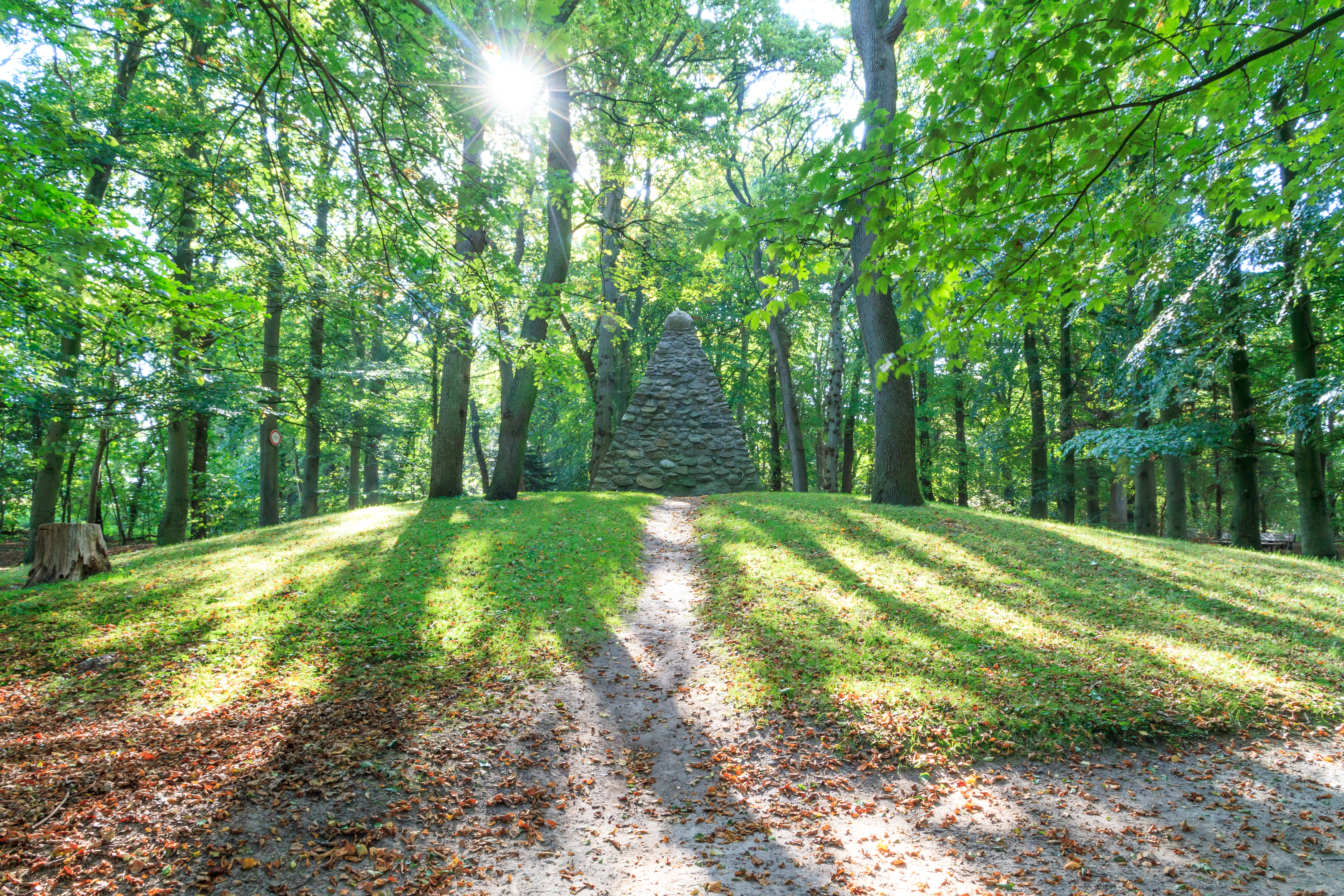
Das Denkmal auf dem Hügel.

Das Landschaftsschutzgebiet Upstalsboom und Umgebung ist ein Landschaftsschutzgebiet im Landkreis Aurich des Bundeslandes Niedersachsen. Das Areal befindet sich vollständig im Ortsteil Rahe der Stadt Aurich in Ostfriesland. Insgesamt ist es 0,06 Quadratkilometer groß. Das Areal wurde 1965 als Landschaftsschutzgebiet (LSG) ausgewiesen.

## Geschichte des Geländes

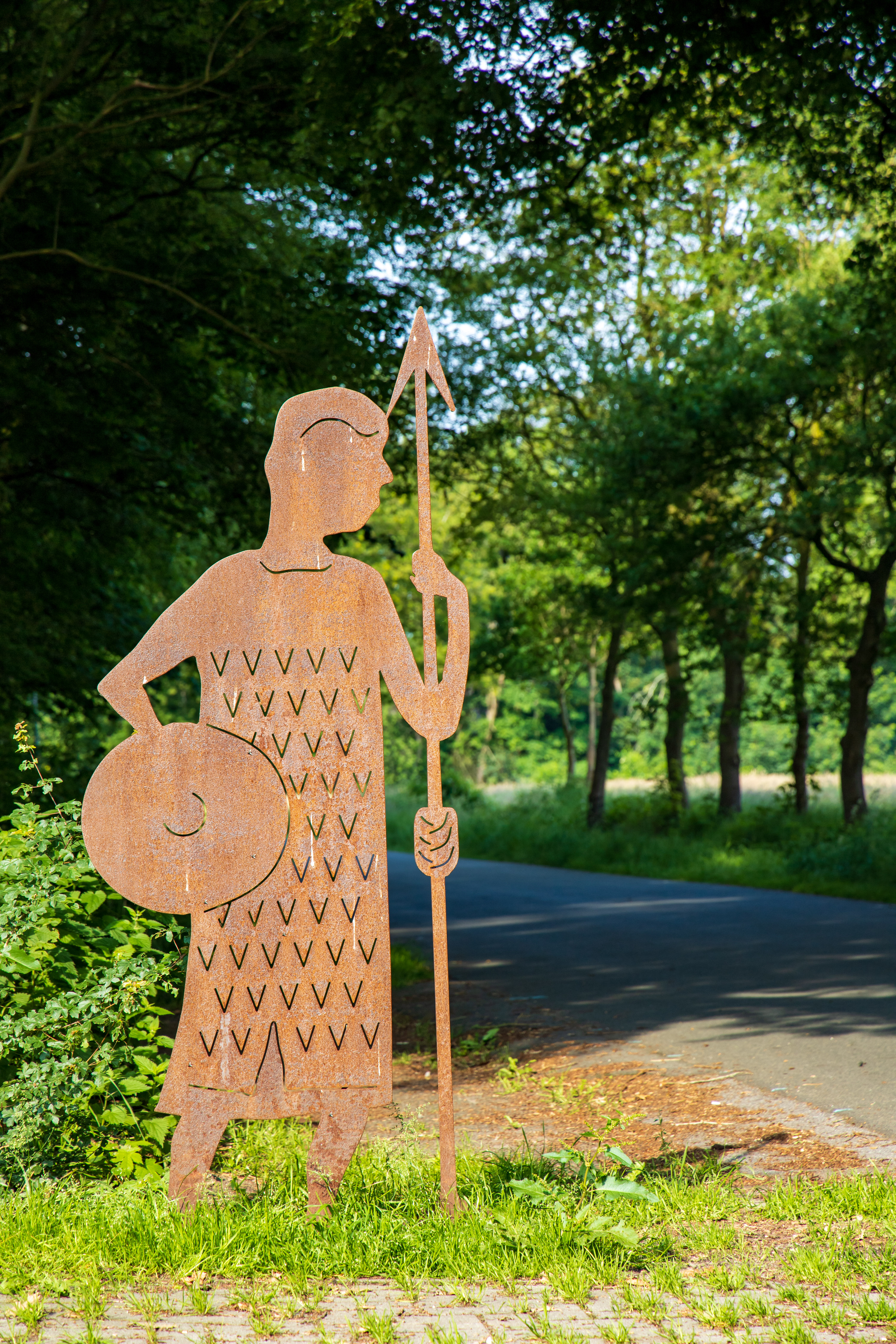
Stilisierter Friesischer Krieger auf dem Gelände des Upstalsbooms.

Archäologische Untersuchungen deuten auf eine Nutzung des Geländes seit dem 8. Jahrhundert hin. Wahrscheinlich waren es Bewohner eines oder mehrerer umliegender Höfe, die auf dem Gelände ihre Toten beerdigten. Nachgewiesen sind drei bedeutende frühmittelalterliche Gräber aus der Karolingerzeit.
Während der Zeit der Friesischen Freiheit war der Upstalsboom (niederländisch Opstalboom, altfriesisch Opstallisbaem) im 13. und 14. Jahrhundert die Versammlungsstätte der Abgesandten der friesischen Landesgemeinden, der Sieben Seelande. Sie regelten dort das Zusammenleben innerhalb der Landesgemeinden und vertraten den Bund politisch nach außen.
Warum die Friesen den Hügel als Versammlungsort auswählten, ist unklar. Möglicherweise war seine zentrale Lage innerhalb des friesischen Siedlungsgebietes entscheidend. Zudem war der Ort sowohl über Land als auch über Wasserwege gut erreichbar. Der Landweg führte über einen unvermoorten, schmalen Rücken südlich von West nach Ost über das heutige Aurich hinweg. Der Wasserweg führte über den Fluss Ehe. 1453 wurde der Upstalsboom zum letzten Mal als Versammlungsplatz schriftlich genannt.
Danach geriet das Gelände immer wieder in Vergessenheit. Bauern der Umgebung nutzten es als Gemeinschaftsweide. Nach und nach eigneten sie sich illegal immer weiter Flächen um den Upstalsboom an, der auf diese Weise nur noch etwa 33 Meter lang und 15 Meter breit war. Ab 1832 begann die Ostfriesische Landschaft, die Ländereien um den Hügel aufzukaufen. Später erhielt sie auch den Hügel, wobei bis heute unklar ist, wann sie diesen vom Staat angekauft oder geschenkt bekommen hat.
Die Ostfriesische Landschaft ließ um das Gelände einen umlaufenden Graben anlegen und errichtete 1833 eine Steinpyramide zur Erinnerung an die Zusammenkünfte des Mittelalters. Gemäß einer Initiative Conrad Bernhard Meyers erinnert sie an die ostfriesischen Gefallenen der Befreiungskriege. Ein Teil der zu ihrem Bau verwendeten Feldsteine stammt aus dem Fundament der Lambertikirche in Aurich, die zu dieser Zeit wegen Baufälligkeit niedergerissen wurde.
Ein Gärtner bepflanzte das Gelände um die Pyramide in den folgenden beiden Jahren hauptsächlich mit Eichen. Nach 1879 vergrößerte die Ostfriesische Landschaft den Park durch Ankauf weitere Ländereien bis an die heutige Landstraße. Auf diesem Grundstück entstand eine Buchenallee, die auf die Pyramide führt. Im Jahre 1894 ließ die Landschaft schließlich eine Granittafel an der Pyramide anbringen. Sie trägt die Inschrift: Auf der Versammlungsstätte ihrer Vorfahren, dem Upstalsboom, errichtet von den Ständen Ostfrieslands im Jahre 1833. Danach änderte sich das Aussehen des Geländes bis zur Zeit des Nationalsozialismus nicht mehr. In der Zeit des Nationalsozialismus sollte das Gelände zu einem Thingplatz umgestaltet werden. Diese Pläne kamen aber nicht mehr zur Ausführung. Lediglich das gusseiserne Eingangstor kam 1937 zur Ausfertigung, so dass das Aussehen des Geländes seit 1879 weitgehend unverändert ist. 2019 ließen die Stadt Aurich und die Ostfriesische Landschaft das Gelände als Besucherstätte modernisieren und mit Infotafeln versehen.

## Beschreibung des Gebietes

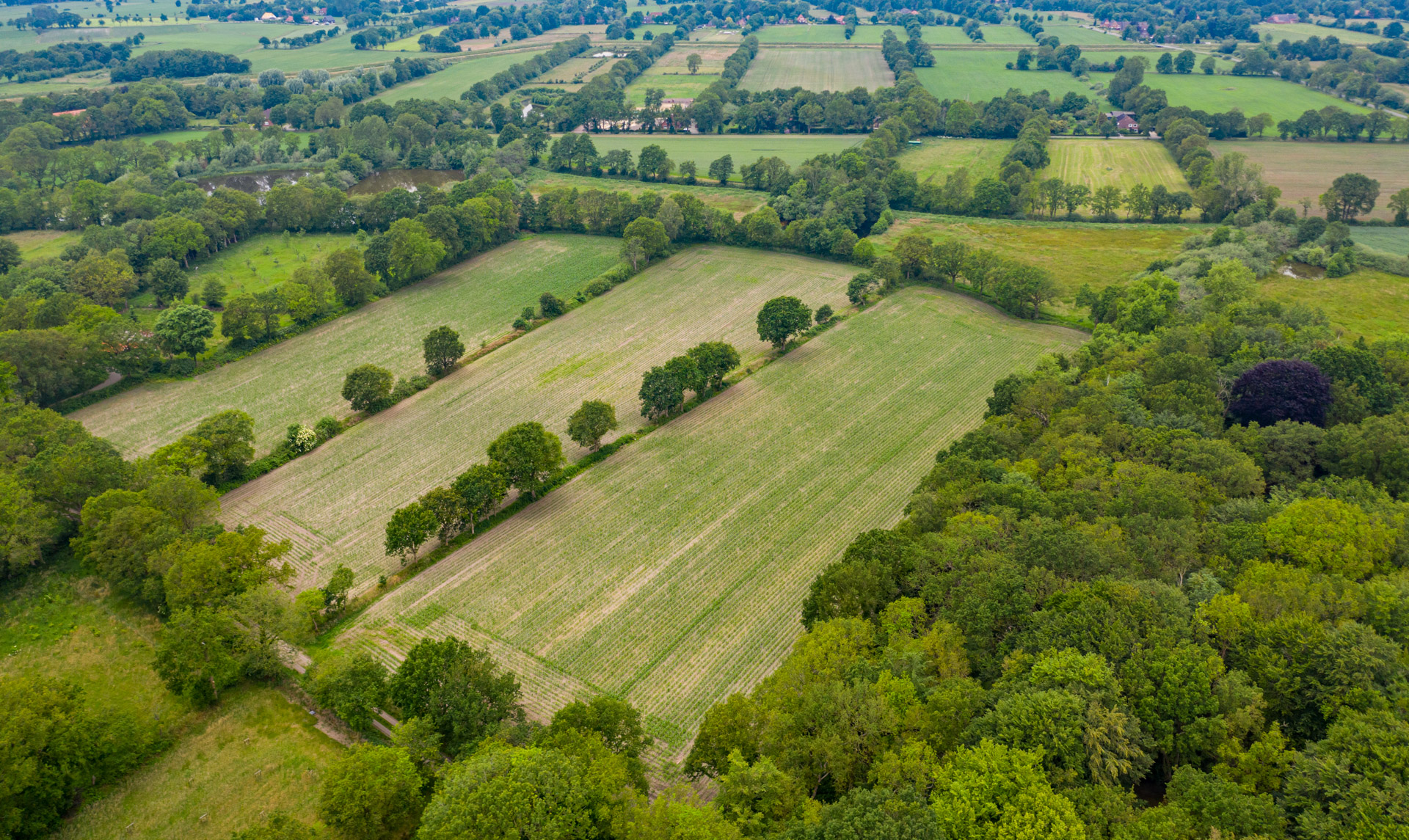
Die umgebende Wallheckenlandschaft. Rechts das bewaldete Gelände des Upstalsbooms.

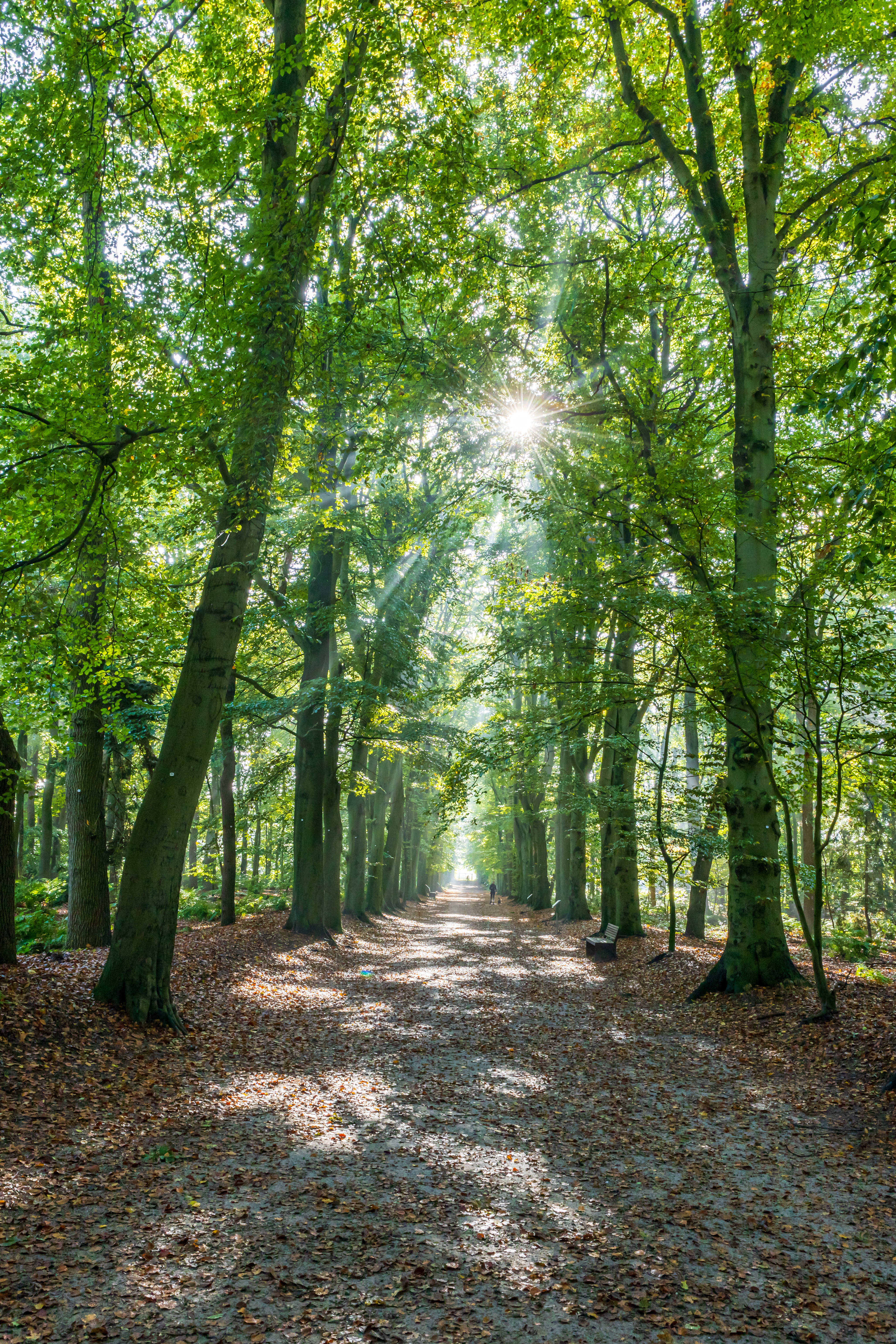
Allee im Zentrum des Landschaftsschutzgebietes Upstalsboom und Umgebung.

Die früheste bekannte Beschreibung des Areals ist von Ubbo Emmius überliefert. Er schrieb im Jahre 1598: „Dort erheben sich drei gewaltige Eichen, von denen eine, beinahe schon abgestorben, sich bis auf unsere Zeit erhalten hat, mit sich beinahe aneinander anstoßenden Zweigen auf offenen Gelände. Bis auf zwei oder drei Stadien steht dort kein Haus.“
Das Areal des Upstalsboom liegt auf einem Randwall einer recht großen Pingo-Ruine, die südlich davon noch gut in der Landschaft erkennbar ist. Dort hatte sich während der Weichseleiszeit im Boden eine große Eislinse gebildet, der die über ihm liegenden Sandschichten anhob, bis diese schließlich seitwärts abrutschte. Nach der Kaltzeit begann das Eis zu tauen. Zurück blieb eine sechs Meter tiefe runde, abflusslose Mulde, die von einem flachen Randwall umgeben war. In dieser Mulde bildete sich ein See, der nach und nach verlandete und für mehr als zweieinhalbtausend Jahre trocken blieb. Ein erneuter Meeresspiegelanstieg ließ wieder einen See entstehen, das Doove Meer. Dieses verlandete gegen Ende des Mittelalters wieder. Heute entsteht dort wieder ein Moor. Der höchste Punkt des Randwalls liegt im Nordosten. Er ist 6,80 Meter hoch befand sich bis weit in das 19. Jahrhundert im Zentrum einer nahezu baumlosen und relativ flachen Landschaft. Sie bestand auf der Geestseite aus ausgedehnten Mooren sowie auf der Marschseite aus offenem Land. Heute ist der Upstalsboom eine parkähnliche Anlage mit alter Buchenallee und Denkmal in einer kleinparzellierten Wallheckenlandschaft, welche die höchste Dichte an historischen Wallhecken in Deutschland aufweist.

## Flora und Fauna
Der waldartige Lanschafstpark ist vornehmlich mit Eichen-Buchen-Wald bestanden. Das Gelände des Upstalsbooms wurde nie forstwirtschaftlich genutzt. Dadurch ist das Areal reich an alten und höhlenreichen Bäume, die Fledermäusen wie Großem Abendsegler, Wasserfledermaus, Langohr, Breitflügelfledermaus, Rauhautfledermaus, Zwergfledermaus und Fransenfledermaus gute Bedingungen bietet. In den hohen Baumhöhlen lebt der Waldkauz, der mit zwei Brutpaaren im Landschaftsschutzgebiet vertreten ist. Zu den weiteren Vogelarten, die im Upstalsboom und seiner Umgebung heimisch sind, gehören Waldrohr- und Schleiereule, Steinkauz, Habicht, Sperber, Turm- und Baumfalke, Bunt-, Klein-, Mittel- und Grünspechte, Hohltaube sowie Mäusebussard. In den Feuchtgebieten des renaturierten Dooven Meeres leben Grau- und Kanadagänse, Krickente sowie der Eisvogel. Die alten Wallhecken sind Lebensraum für Gartenrotschwanz, Baumpieper und Goldammer.
Die Amphibien sind mit dem Großen Seefrosch, Grasfrosch, Erdkröte und Teichmolch vertreten. Unter den Reptilien wurde die Ringelnatter in Ostfriesland erstmals am Upstalsboom nachgewiesen. Als Insekten leben unter anderem die Rote Waldameise sowie Libellenarten wie die Große Königslibelle, Herbst-Mosaikjungfer und Braune Mosaikjungfer auf dem Areal.
Auf den Wällen wachsen Tüpfelfarn, Maiglöckchen, Buschwindröschen, Vielblütiger Weißwurz und Sauerklee. Der Upstalsboom ist neben dem Landschaftsschutzgebiet Ihlower Forst und Niederung des Krummen Tiefs zudem einer von nur zwei bekannten Wuchsorten der Stängellosen Primel in Niedersachsen.